# 西蓮寺 (観音寺市)
西蓮寺（さいれんじ）は、香川県観音寺市にある浄土真宗本願寺派の寺院。山号は宝池山。本尊は阿弥陀如来。

## 歴史
江戸時代初期の1600年代（慶長年間）、小西摂津守行長の子、正珍によって創始された。小西行長が関ヶ原の戦に敗れた当時、その子、与助は幼少で岡山に隠れ、乳母に養われ、年長じて植田町にに逃れ居住したが、世の無常を感じ、正珍（ｼｮｳﾁﾝ）と号し父の菩提をとむらい、流岡の地に一寺を建立、宝池山西蓮寺である（現在の場所から北に数10mほどのところに当時はあった）。その子は出家して正善となる。その他、小西一族は吉岡町に来り行長の遺品を伝えている。付近には正善塚と称して、その墓もある。

## 交通
- JR予讃線「観音寺駅」より車で8分。
- JR予讃線「本山駅」より車で5分。